# Масимов, Карим Кажимканович
Кари́м Кажимка́нович Маси́мов (каз. Кәрім Қажымқанұлы Мәсімов; род. 15 июня 1965, Целиноград) — казахстанский предприниматель, банкир, государственный деятель. Дважды был премьер-министром Казахстана (2007—2012, 2014—2016 годы), был руководителем администрации президента Казахстана (2012—2014), председателем Комитета национальной безопасности Республики Казахстан (КНБ РК) (2016—2022), бывший генерал-лейтенант национальной безопасности. После ареста в 2022 году и приговора суда был лишён званий и государственных наград.
Указом Президента Казахстана был снят с должности председателя КНБ Казахстана 8 января 2022 года и арестован, в апреле 2024 года осужден за государственную измену и попытку государственного переворота к 18 годам лишения свободы. В ноябре 2023 года против Масимова возбудили другое уголовное дело за легализацию, отмывание денег, полученных преступным путём, и получение взятки в особо крупном размере.

## Биография
Родился 15 июня 1965 года в Целинограде, Казахская ССР, по национальности казах, из племени найман . Его отец, Кажимкан Касымович Масимов, был директором Бурундайского производственного объединения стеновых материалов, заместителем начальника Главоптснаба при Совете министров Казахской ССР, директором товарищества с ограниченной ответственностью «Оздоровительный центр Масимова», президентом Национальной агропромышленной палаты Казахстана. Мать — Элеонора Каримовна Ажибекова в 2000-х годах работала экскурсоводом в Центральном железнодорожном музее Республики Казахстан.

## Образование
В 1982 году окончил Республиканскую физико-математическую школу-интернат (РФМШ) в городе Алма-Ате. В 1985—1988 годах окончил Университет дружбы народов им. Патриса Лумумбы (арабский язык), затем Казахский экономический университет имени Т. Рыскулова, Казахскую государственную академию управления (КазГАУ). По данным СМИ, Масимов в 1987 году окончил высшую школу КГБ СССР.
В 1988—1989 годах изучал китайский язык в Пекинском языковом институте, стажировался на юридическом факультете Уханьского университета (1989—1991) и Колумбийском университете (США). В 1998 году окончил аспирантуру КазГАУ, а в 1999 году — докторантуру Московской государственной технологической академии, в том же году он защитил докторскую диссертацию по теме «Проблемы формирования промышленности Республики Казахстан и пути их решения (теория и практика)».

## Трудовая деятельность
Трудовую деятельность Карим Масимов начал в 1991 году с должности юридического советника Торгового представительства СССР в КНР. С 1991 по 1992 год работал руководителем отдела внешних связей Министерства труда республики Казахстан.
В 1992 году Масимов занялся коммерческой деятельностью: был заместителем директора фирмы «Казахпригранторг». В 1992-1993 годах работал заместителем директора фирмы «Казахинторг», совмещая эту должность с должностью старшего экономиста представительства Министерства внешних экономических связей.
В 1993-1994 году занимался поставками в Казахстан китайского ширпотреба, был заместителем директора товарищества с ограниченной ответственностью «Акцепт».  С 1994 по 1995 год Масимов являлся управляющим директором Казахского торгового дома в Гонконге.
В 1995 года Карим Масимов начал работать в банковской сфере. С июля 1995 по август 1997 года был председателем правления «Алматинского торгово-финансового банка», основанного зятем президента Казахстана Нурсултана Назарбаева Тимуром Кулибаевым и Булатом Утемуратовым, занимавшим тогда пост замминистра промышленности и торговли Казахстана. В банке размещались счета различных нефтяных компаний и подконтрольного дочери президента Казахстана Дариги Назарбаевой информационного агентства  «Хабар».
С 1996 по 1997 год Масимов исполнял обязанности председателя правления ЗАО «Туранбанк». С сентября 1997 по август 2000 года был председателем правления Народного сберегательного банка Казахстана. Благодаря осуществленной Масимовым запутанной схеме перекупки через многочисленные аффилированные компании, Народный сберегательный банк оказался в собственности зятя президента Казахстана Тимура Кулибаева и его жены Динары Назарбаевой (в 2006 году им принадлежали 73,5 процента акций банка).
С 1999 по 2000 год Масимов, работая председателем правления Народного сберегательного банка Казахстана, одновременно был председателем ЗАО «Национальная инвестиционная финансовая акционерная компания «НСБК-груп».
В 2000 году президентом Назарбаевым назначен на должность министра транспорта и коммуникаций Казахстана. С 2001 по 2003 год заместитель премьер-министра Казахстана. С 2003 по 2006 год работал в должности помощника президента Казахстана Назарбаева.
В Казахстане Масимова считают близким соратником Назарбаева. По мнению старшего научного сотрудника Института востоковедения Российской академии наук, завотделом Средней Азии и Казахстана Института стран СНГ Андрея Грозина Карим Масимов был кассиром семьи Назарбаева, то есть человеком, который распоряжался деньгами родственников первого президента страны, во всяком случае, частью денег.
С 2006 по 2007 год — заместитель Премьер-министра Казахстана (одновременно с апреля по октябрь 2006 года являлся министром экономики и бюджетного планирования).
В 2007—2012 годах занимал должность премьер-министра Казахстана. В 2009 году поддержал внедрение Единой национальной системы здравоохранения в стране. В том же году избран председателем Совета директоров Нового университета Астаны (Назарбаев Университет), на заседании которого была предложена стратегия на 2010—2012 годы, позволившая учебному заведению стать ведущим в стране.
С 2012 по 2014 год — руководитель администрации Президента Республики Казахстан. С 21 января по 2 апреля 2014 года — и. о. Госсекретаря Республики Казахстан.
С 2 апреля 2014 по 8 сентября 2016 года — Премьер-министр Казахстана. После проведения досрочных президентских выборов 26 апреля 2015 года, 29 апреля вновь назначен Премьер-министром Республики Казахстан.
С 8 сентября 2016 по 5 января 2022 года — Председатель Комитета национальной безопасности Республики Казахстан. В январе 2022 года был уволен с должности председателя КНБ республики за бездействие на посту главы КНБ (Комитет Национальной Безопасности) во время «Январских событий». Через несколько дней после этого его задержали и арестовали за госизмену (1 ст. 175 УК Казахстана).
24 апреля 2023 года Масимова признали виновным в госизмене (часть 1 статьи 175 УК РК), насильственном захвате власти (статья 168 УК РК), превышении должностных полномочий (статья 362 УК РК). «Путем частичного сложения наказаний окончательно назначено наказание — 18 лет лишения свободы с конфискацией имущества, с пожизненным лишением права занимать должности на госслужбе».
Был вице-президентом Всемирной Ассоциации муай тай (WMC), Президентом Азиатской Федерации муай-тай (FAMA), председателем Попечительского совета Казахстанского национального географического общества.

## Преступления

### Дело о государственной измене
В начале 2023 года генеральный прокурор Казахстана Берик Асылов назвал Карима Масимова главным организатором массовых беспорядков в январе 2022 года. Он был признан виновным в государственной измене, насильственном захвате власти, превышении должностных полномочий и приговорен к 18 годам лишения свободы с конфискацией имущества и пожизненным запретом занимать должности на госслужбе. В июне 2023 апелляционная инстанция Астаны изменила приговор суда в отношении Масимова. Он будет отбывать наказание в учреждениях не максимальной, а средней безопасности. В остальном приговор остался без изменений и вступил в законную силу.

### Уголовное дело об отмывании денег и получении взятки в особо крупном размере
В ноябре 2023 года КНБ Казахстана сообщил, что в отношении Масимова возбуждено новое уголовное дело об отмывании денег (статья 366 УК Казахстана) и получении взятки в особо крупном размере (статья 218 УК Казахстана). Ранее сообщалось о том, что в ходе следствия были установлены многочисленные признаки коррупционных деяний, в частности, Комитет национальной безопасности сообщал о незаконном получении Масимовым недвижимого имущества, дорогостоящих подарков, значительных денежных средств от представителей казахстанского бизнес-сообщества и зарубежных субъектов. Тогда же было начато расследование о получении взятки в сумме 2-х миллионов долларов США от представителей иностранного государства.

### Ходатайство Масимова о помиловании
В марте 2024 года осужденный экс-глава КНБ Масимов направил на имя президента Республики Казахстан ходатайство о помиловании.

## Семья и личная жизнь
- Отец: Кажимкан Касымович Масимов (1939—2019).
- Мать: Элеонора Каримовна Масимова (Ажибекова).
- Дети: сын Искандер, дочери Тамина и Сара[36]
- Жена: Масимова Дилярам Азатовна (Машурова)[37]. Дочь известного государственного деятеля Азата Машурова[38].

Специалист по международному праву, экономист. Доктор экономических наук. Полиглот: владеет уйгурским, казахским, русским, английским, китайским и арабским языками.
Карим Масимов активно увлекается спортом: горными и беговыми лыжами, скалолазанием, альпинизмом и гольфом. Являясь почётным членом спортивных федераций, Масимов поддерживал развитие тайского бокса в Казахстане, а также на международной арене.

## Высказывания
Масимов, давая поручение министрам обзавестись Интернет-планшетами на заседании правительства, сказал: «Жамишев мне вчера в половину первого ночи сообщение отправил, проверил меня, сплю я или нет. Но я ему ответил».

## Награды
- Орден «Курмет» (2004)[42]
- Орден «Первый Президент Республики Казахстан — Лидер нации Нурсултан Назарбаев» (2010)[43]
- Орден Федерации (Order of Federation) (ОАЭ, 2010)[44]
- Юбилейная медаль «20 лет независимости Республики Казахстан» (2011)[45]
- Орден Дружбы народов (Белоруссия, 26 февраля 2015 года) — за значительный личный вклад в подготовку договора о Евразийском экономическом союзе, развитие и расширение интеграционных процессов, укрепление экономического сотрудничества между Республикой Беларусь, Российской Федерацией и Республикой Казахстан[46][47]
- Орден «Барыс» 2 степени (2016)[48]
- Большой крест ордена Заслуг (Венгрия, 2017)[49]
- Почётный доктор Российского университета дружбы народов[50].